# خوتکای ابروسفید

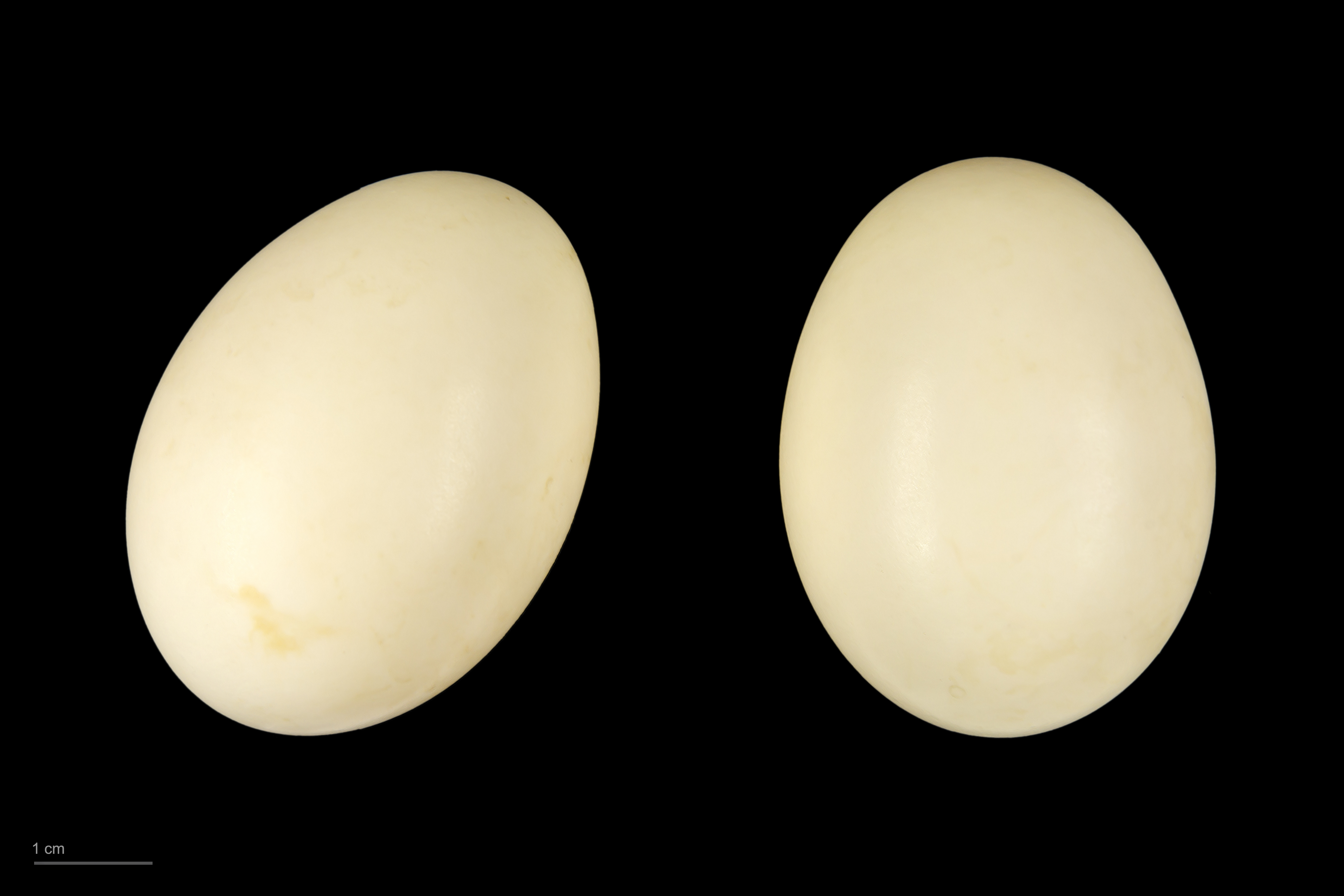
Spatula querquedula

خوتکای ابروسفید (نام علمی: Anas querquedula) پرنده‌ای از زیرخانوادهٔ مرغابیان روی آبچر از تیرهٔ مرغابیان است.
این پرنده که دارای ابروی سفید رنگیست دارای پروازی تیز و تند است. رنگ کلی نرها سبز فلزی و براق است و تنها روی بال‌ها، پرهای سفید رنگ دارند. پاها و نوک آن‌ها خاکستری رنگ بوده و ماده‌ها کم رنگ تر از نرها هستند. در یک دوره تخمگذاری حداکثر ۲۶ تخم زردرنگ گذاشته و در آب‌های کم عمق زندگی می‌نمایند. زمستان‌ها در مرداب انزلی و استان مازندران دیده شده‌اند. زادبوم اصلی آن‌ها اروپای شمالی است.